# 柳斯塔山
16°10′36″S 68°9′29″W / 16.17667°S 68.15806°W
柳斯塔山（Llust'a），是玻利維亞的山峰，位於該國西部拉巴斯省的佩德羅多明戈穆里略省，屬於安第斯山脈中玻利維亞瑞阿爾山脈的一部分，海拔高度約4,420米。